# Davison Peak
Der Davison Peak ist ein 1340 m hoher Berg im ostantarktischen Viktorialand. In den Denton Hills ragt er 2,9 km östlich des Hobbs Peak auf.
Das New Zealand Antarctic Place-Names Committee benannte ihn am 4. November 1999 nach dem Zoologen William Davison von der University of Canterbury, der ab 1983 die antarktischen Fischbestände untersuchte.